# Шельфовое море
Шельфовое море или эпиконтинентальное море представляет собой эпиконтинентальную зону, поверхность моря в пределах материкового склона. Является целиком расположенным в пределах шельфа (материковой отмели) на земной коре материкового типа. 
Шельфовые моря преимущественно являются мелководными, глубиной до 100—200 м, но в области современной Антарктиды или зоны четвертичного материкового оледенения (Баренцево море, Карское море)  характеризуются наличием внутришельфовых желобов и впадин глубиной до 500—1000 метров. В шельфовых морях накапливаются преимущественно терригенные осадки.
Возникает при трансгрессии Мирового океана в результате опускания окраинной части материка или при повышении уровня океана.

## В истории Земли
Во времена юрского периода  эпиконтинентальные моря проникали в Сибирь с севера. Небольшие эпиконтинентальные моря занимали собой ограниченные площади вдоль побережья западной Австралии.
В позднем мелу повышение уровня Мирового океана привело к широкому распространению эпиконтинентальных морей.